# Stawiski
Stawiski è un comune urbano-rurale polacco del distretto di Kolno, nel voivodato della Podlachia.
Ricopre una superficie di 165,55 km² e nel 2004 contava 6 639 abitanti.